# Lorenz Böhler
Lorenz Böhler (* 15. Jänner 1885 in Wolfurt, Vorarlberg; † 20. Jänner 1973 in Wien) war ein österreichischer Chirurg. Er gilt mit seit 1924 richtungsweisenden Arbeiten als Wegbereiter der modernen Unfallchirurgie.

## Leben
Schon als fünfjähriges Kind soll der aus einer Handwerkerfamilie stammende Lorenz Böhler den Wunsch geäußert haben, Chirurg zu werden. Bereits als kleiner Junge hatte er kleine Vögel und Eichhörnchen seziert, und als er in einem am 6. Dezember 1896 erschienenen Heft der Illustrierten Das interessante Blatt das Bild einer von Wilhelm Röntgen geröntgten Hand entdeckte, schnitt er dieses aus und band damit sein Lesebuch ein. 1896 besuchte er das fürstbischöfliche Knabenseminar in Brixen. Nach zwei Jahren wechselte er in das Gymnasium in Bregenz, wo er die dritte Klasse wiederholen musste. Die Matura legte Lorenz Böhler gemeinsam mit dem späteren Unterrichtsminister Emil Schneider im 1895 eröffneten Communal-Obergymnasium in Bregenz 1905 ab. Von 1905 bis 1911 studierte er Medizin an der Universität Wien. 1909 machte Böhler für ein halbes Jahr eine militärische Ausbildung beim 4. Regiment der Tiroler Kaiserjäger in Bregenz. 1910 bekam er eine Hospitantenstelle in der „Internen“ im Krankenhaus Bozen, wo er seine spätere Frau Poldi Settari – eine Krankenschwester – kennenlernte.
Am 1. Juli 1911 wurde Böhler an der Universität Wien zum Doktor der gesamten Heilkunde promoviert.

### Ärztliche Tätigkeit bis 1914
Kurzfristig arbeitete Lorenz Böhler 1911 – und dann nochmals 1919/20 – an der Zweiten Chirurgischen Klinik in Wien, der Julius Hochenegg vorstand. Als einer der ersten hatte er eine unfallchirurgische Abteilung in seinem Krankenhaus.
Für ein paar Monate war Böhler dann ab 15. September 1911 als Schiffsarzt im Dienste der Reederei Austro-Americana tätig, bis er am 1. Mai 1912 im Garnisonsspital 24 in Ragusa freiwillig einrückte und für fünf Monate als k. u. k. Assistenzarzt-Stellvertreter hauptsächlich bakteriologisch arbeitete.
Im Herbst 1912 wurde Böhler im Krankenhaus Bozen Sekundararzt und im April 1913 Sekundararzt und Schularzt in Tetschen an der Elbe. 1914 besuchte Lorenz Böhler den Internationalen Chirurgen-Kongress in New York. Auf dem Weg dorthin lernte er den belgischen Chirurgen Albin Lambotte kennen, der ihm von den Möglichkeiten der operativen Knochenbruchbehandlung erzählte. Anschließend verbrachte Böhler einige Zeit in der Mayo Clinic in Rochester (Minnesota). Charles Horace Mayo machte Böhler auf die Zentren für Knochenbruchbehandlung in London und Liverpool aufmerksam, die es damals im deutschen Sprachraum in dieser Form noch nicht gab. Von Mayo erhielt er ein Empfehlungsschreiben an William Arbuthnot-Lane in London. Den geplanten Besuch auf der Rückreise verhinderte der Ausbruch des Ersten Weltkrieges.

### Erster Weltkrieg
Schon kurz nach seiner Einberufung als Truppenarzt ersuchte Böhler das 14. Korpskommando in Innsbruck, als Chirurg tätig sein zu dürfen. Von 1914 bis 1916 war er Chirurg an der Divisions-Sanitäts-Anstalt Nr. 8 der Tiroler Kaiserjäger. Im Juli 1915 wurde sein Armeekorps an die Italienfront (Erster Weltkrieg) versetzt. Im September desselben Jahres wurde er mit 30 Jahren zum damals jüngsten k. u. k. Regimentsarzt ernannt. Am 1. August 1916 übernahm er das Reservelazarett für Leichtverwundete im ehemaligen Dominikanerkloster Bozen. Böhlers Wunsch, auch Knochen- und Gelenkschüsse behandeln zu dürfen, wurde zunächst abgelehnt; so beschaffte er sich selbst Geräte und Patienten, bis ihm die Tätigkeit offiziell genehmigt wurde. Das Lazarett wurde in Spezialabteilung für Knochenschussbrüche und Gelenkschüsse umbenannt. Hier verwirklichte Böhler bereits einige seiner wichtigsten Ideen: Alles wurde spezialisiert und genormt, genau dokumentiert und für spätere Analysen statistisch erfasst, die wichtigsten Informationen zum Fall auf den Gipsverband geschrieben, die Patienten nach Art der Verletzung zusammengelegt und Patienten – nach ihren Möglichkeiten – für Arbeiten wie die Herstellung von Hilfsmitteln eingespannt. Böhler hatte zuvor gesehen, dass in Kriegslazaretten Patienten ohne irgendeine Systematik untergebracht wurden, was neben der Unübersichtlichkeit, die daraus entstand, auch eine spezialisierte Behandlung erschwerte. Mit seiner Spezialisierung auf die Verletztenchirurgie in dem Speziallazarett begründete Böhler die Unfallchirurgie.
Für kurze Zeit geriet Böhler 1918 in Kriegsgefangenschaft und wurde als beratender Chirurg der italienischen Militärspitäler herangezogen. Ein halbes Jahr nach Kriegsende wurde das Lazarett geschlossen.

### Zwischenkriegszeit – Gründung des Unfallkrankenhauses in Wien

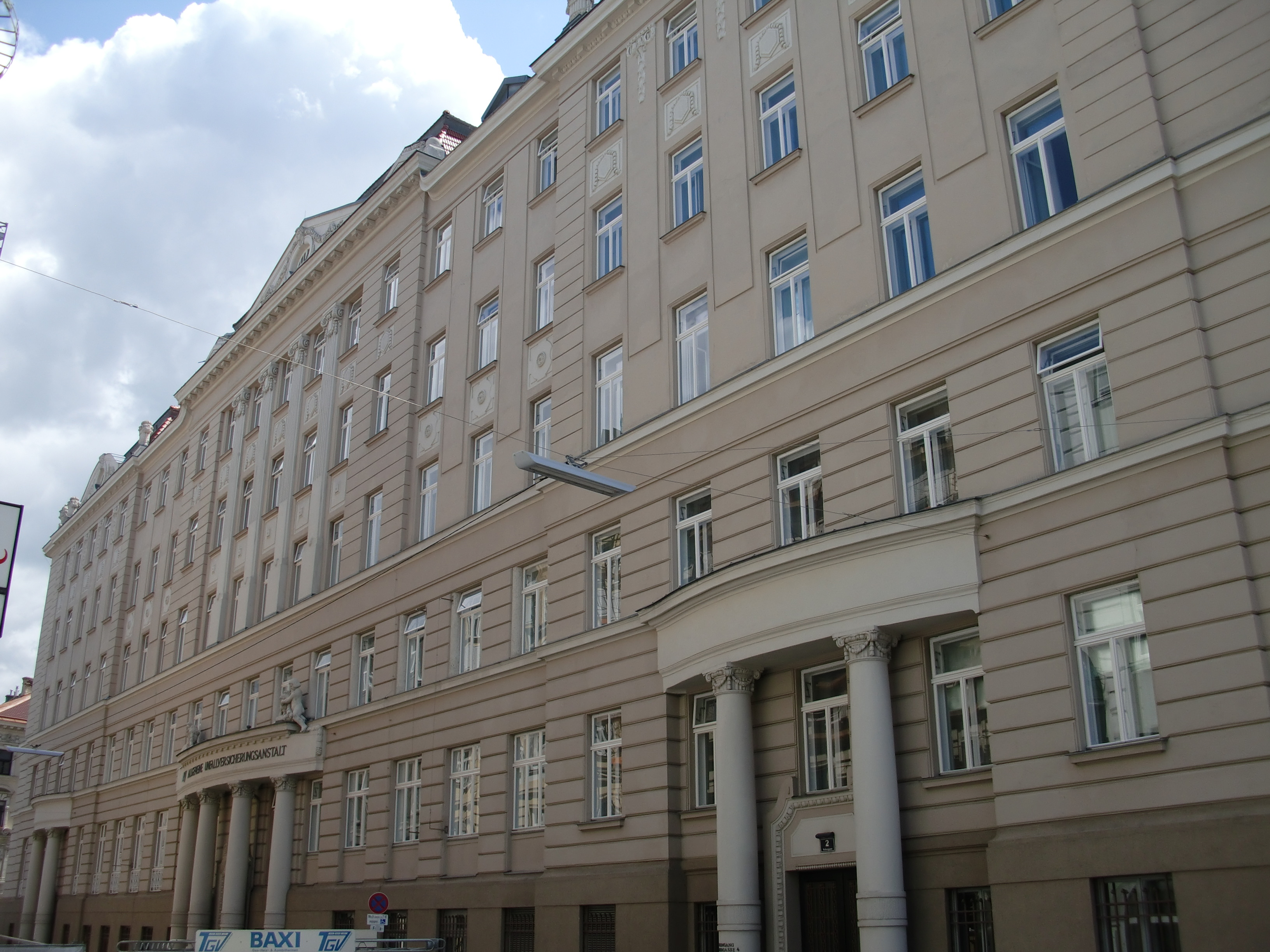
Webergasse 2–4: Erstes Unfallkrankenhaus in Wien

Böhlers großes Ziel war es von nun an, Spezialabteilungen für Unfallversorgungen durchzusetzen. 1919 trat er in Kontakt mit der Allgemeinen Unfallversicherungsanstalt in Wien. Mit Hilfe seiner Bozener Statistiken erklärte er dem Vorstand die medizinischen und ökonomischen Vorteile einer spezialisierten Behandlung in anstaltseigenen Unfallkrankenhäusern. Trotz Zustimmung der AUVA scheiterte die Umsetzung zunächst.
In Bozen errichtete Böhler eine Praxis. Als er 1924/25 Primarius in Brixen war, nahm der neue Direktor der AUVA für Wien, Niederösterreich und das Burgenland Böhlers Vorschlag auf. Am 1. Dezember 1925 wurde in der Webergasse 2–6 das erste Unfallkrankenhaus in Wien eröffnet – mit Lorenz Böhler als Ärztlichem Direktor.
Weltweit und lange galt das Krankenhaus als Muster für ähnliche Spitäler.
Wie die meisten Pioniere der Unfallchirurgie (Lambotte, Küntscher) in ihrem Umfeld stieß Böhler, der inzwischen als „Vater der Unfallchirurgie“ gilt, bei seinen Wiener Kollegen lange Zeit auf Ablehnung. „Man lächelt ein bißchen über die muskelprotzenden, turnenden ‚Böhlerboys‘.“ Dagegen häuften sich Besuche aus dem Ausland. Auf Anregung der American Medical Association of Vienna (A.M.A.), einer Organisation von Studenten und Ärzten, verfasste er 1929 für seinen Unterricht das Skriptum The Treatment of Fractures. Am 29. März 1930 habilitierte er sich für Chirurgie an der medizinischen Fakultät der Universität Wien. Nach der Lehrbefugnis war er „verpflichtet, in der med. Fak. das Fach 'Chirurgie' sowie 'Unfallheilkunde u. Begutachtung' zu vertreten“. Böhler wurde am 8. März 1934 Mitglied der Vaterländischen Front, der Einheitspartei des austrofaschistischen Ständestaats. 1936 wurde ihm vom Bundespräsidenten der Titel eines a. o. Universitätsprofessors verliehen. Seit den 2020ern gibt es stichhaltige Indizien, dass Böhler bereits vor dem Anschluss illegaler Nationalsozialist war.

### Zweiter Weltkrieg
Böhlers Tätigkeit in der Zeit des Nationalsozialismus ist bisher nicht gänzlich aufgearbeitet. Er beantragte am 25. September 1938 die Aufnahme in die NSDAP und wurde rückwirkend zum 1. Mai desselben Jahres aufgenommen (Mitgliedsnummer 6.361.999). Im selben Jahr wurde Böhler zudem Mitglied der NSV und des Reichsluftschutzbunds, 1940 trat er auch dem NSDÄB bei.
Ab dem 18. Juni 1939 war Böhler auch förderndes Mitglied der SS (Mitgliedernummer 1.415.799). Böhlers politisches Engagement scheint jedoch vorrangig karrierepolitischen Zielen genutzt zu haben, in Einstufungen im NS-Regime wurde er als „schon vor dem Umbruch national eingestellt, ohne jedoch politisch besonders hervorzutreten“ beurteilt.
Im Sommer 1939 gehörte zu den 13 Unterzeichnern eines Protestschreibens gegen die Verlegung der A.M.A. von Wien nach London.:147 In diesem Schreiben erklärten sieben Professoren (unter anderem Lorenz Böhler) und 6 Privatdozenten der Medizinischen Fakultät unter anderem auch, “that we the undersigned know of not one case of persecution of a professor for his racial or religious adherence. … It could rather be said that by the removal of certain influences a trend of charlatanism, which was beginning to damage the reputation of the Vienna medical clinics in the eyes of serious medical men, was eliminated” (“dass wir, die Unterzeichnenden, von keinem Fall der Verfolgung eines Professors wegen seiner rassischen oder religiösen Zugehörigkeit wissen. … Man könnte eher sagen, dass durch die Beseitigung bestimmter Einflüsse ein Trend des Scharlatanismus, der den Ruf der Wiener Kliniken in den Augen seriöser Mediziner zu schädigen begann, beseitigt wurde”). Mit dieser Erklärung sollte gezielt die antisemitisch-rassistische NS-Universitätspolitik gedeckt werden.:246
Im Zweiten Weltkrieg diente Böhler als Beratender Chirurg der Wehrmacht in der Heeresgruppe 5 und als Oberfeldarzt im Wiener Rudolfspital (Reservelazarett XIa) im 3. Wiener Gemeindebezirk, Boerhavegasse 8), wo er eine chirurgische Abteilung bzw. ein Sonderlazarett für Schussbrüche und Gelenkschüsse leitete. Weiters war er auch Oberfeldführer der Landesstelle XVII im Dekanat der Medizinischen Fakultät.

### Nach 1945
Unmittelbar nach dem Ende des Zweiten Weltkrieges verlor Lorenz Böhler zunächst seine Lehrbefugnis an der Universität Wien. Dies hatte auch damit zu tun, dass Böhlers Beitrittsdatum zur NSDAP im Mai 1938 ihn als einen „illegalen“ Nationalsozialisten auswies. In seinem Entnazifizierungsverfahren gab Böhler an, als Leiter des Unfallkrankenhauses nur unter Druck der NSDAP beigetreten zu sein und bestritt, der NSDAP noch in der Verbotszeit vor dem Anschluss Österreichs beigetreten zu sein. In der NS-Zeit wurde über Böhler behauptet, dass er nie einen jüdischen Arzt eingestellt habe und stets national und antisemitisch eingestellt wäre. Dieser Einschätzung wurde nach Kriegsende durch Bekannte widersprochen, Böhler habe stets alle Patienten („Fremdarbeiter, Juden und Einheimische“) gleich behandelt.
Durch den persönlichen Einsatz von Karl Renner und anderen öffentlichen Personen erhielt Böhler die Lehrbefugnis 1947 wieder. Er konnte seine Forschungs- und Lehrtätigkeiten erfolgreich fortsetzen, erhielt jedoch bis 1948 keine Zahlungen. Er publizierte Artikel zu medizinischen Themen und lehrte Chirurgie. 1954 verlieh ihm der Bundespräsident den Titel eines o. Universitätsprofessors. Er leitete das Unfallkrankenhaus bis zu seiner Pensionierung im Jahre 1963. Einer seiner Söhne, der Chirurg Jörg Böhler, war von 1970 bis 1983 Direktor des Unfallkrankenhauses.
Als er Ehrenbürger von Wolfurt wurde, stiftete Lorenz Böhler einen Preis für besondere Leistungen an den Wolfurter Schulen.
1957 war er als Kandidat der FPÖ zur Bundespräsidentschaftswahl im Gespräch und hatte bereits zugesagt, als er kurz darauf durch den gemeinsamen Kandidaten von ÖVP und FPÖ, Wolfgang Denk, ebenfalls Mediziner, ersetzt wurde. Denk verlor die Wahl deutlich gegen Adolf Schärf (SPÖ).
Bestattet wurde Lorenz Böhler in Wien am Döblinger Friedhof (Gruppe 26, Nummer 35).

## Behandlungsmaximen

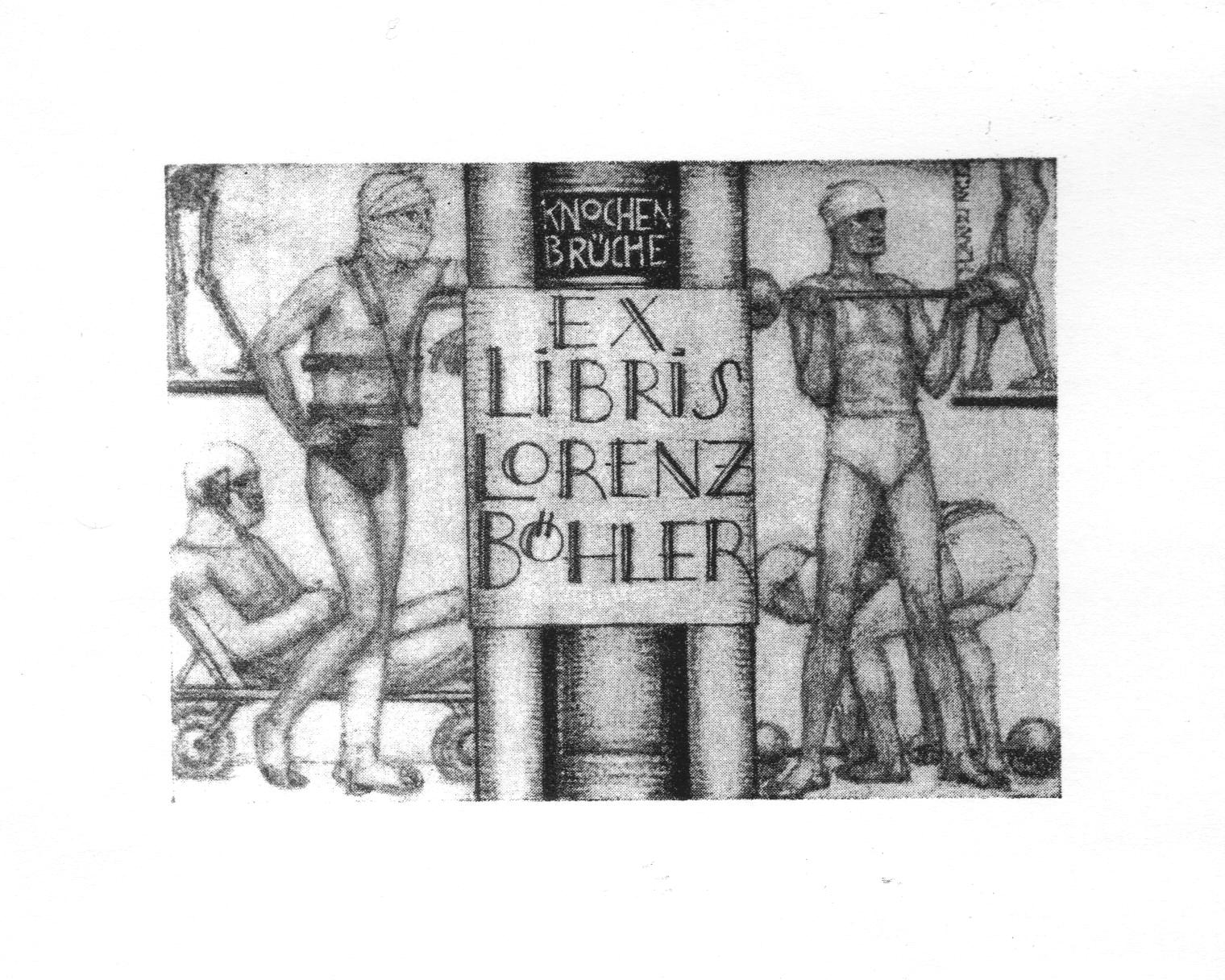
Lorenz Böhlers Exlibris mit seinem Hauptwerk Die Technik der Knochenbruchbehandlung und Patienten in der Kraftkammer, die seine Behandlungsmethode veranschaulichen sollen

Böhler wandte sich ausdrücklich gegen die damals gängigen Behandlungsmethoden Strom, Heißluft und Massagen. Er entwickelte spezielle Behandlungsmethoden bei Knochenbrüchen. Die Böhler-Zeichen, der Böhler-Nagel, der Böhler-Winkel, der Böhler-Schnitt, die Böhler-Schiene und die Böhler-Braun-Lagerungsschiene tragen seinen Namen. Gemeinhin gilt er als Verfechter der konservativen Knochenbruchbehandlung; operativen Optionen verschloss er sich aber nicht, wenn sie erforderlich waren. 1942 trafen sich die sanitätsdienstlichen Führer der Wehrmacht in Krasnodar. Böhler, Sauerbruch, Handloser, Frey und Wachsmuth diskutierten die Frage, ob der neue Küntscher-Nagel eingeführt werden sollte. Vor allem Böhler bewirkte die positive Entscheidung.
Die Arbeitsgemeinschaft für Osteosynthesefragen sieht Böhler neben Gerhard Küntscher, Robert Danis und Albin Lambotte als Vorbild.

## Ehrungen
- Franz-Joseph-Orden, Ritterkreuz (1915)
- Ehrenzeichen für Verdienste um das Rote Kreuz (1917)
- Militär-Verdienstmedaille („Signum Laudis“) (1918)
- Rote Kreuz-Medaille (Preußen)
- Wahl in die Deutsche Akademie der Naturforscher Leopoldina (1940)
- Eisernes Kreuz II. Klasse (1941)
- Kriegsverdienstkreuz 1. Klasse mit Schwertern (Januar 1942)
- Prinz-Eugen-Medaille der Stadt Wien (1945)[17]
- Ritterkreuz des Kriegsverdienstkreuzes mit Schwertern (30. Januar 1945)
- Ehrenbürger von Wolfurt (1957)
- Österreichisches Ehrenzeichen für Wissenschaft und Kunst (1959)
- Goldenes Ehrenzeichen des Landes Vorarlberg (1964)
- Ehrenring der Stadt Wien (1965)
- Ehrenmitglied der Deutschen Gesellschaft für Chirurgie (20. Januar 1973)[18]

Er war Ehrenmitglied von 33 Fachgesellschaften in aller Welt.:148 Das 1972 eröffnete Unfallkrankenhaus Wien Lorenz Böhler wurde nach ihm benannt, ebenso eine Straße im 20. Wiener Gemeindebezirk und 1978 eine Straße in Mittewald (Villach). Das von ihm geleitete Krankenhaus galt lange Zeit als Muster für ähnliche Spitäler weltweit. Er gründete auch das Rehabilitationszentrum Stollhof in Klosterneuburg. In Bozen ist die Straße vor dem Zentralkrankenhaus nach Lorenz Böhler benannt.

## Publikationen
Insgesamt soll Lorenz Böhler über 400 wissenschaftliche Arbeiten verfasst haben. Ab 1924 veröffentlichte er richtungsweisende Arbeiten auf dem Gebiet der Unfallchirurgie. Als Hauptwerk gilt sein Buch Die Technik der Knochenbruchbehandlung (1929). Von den medizinischen Fachverlagen wurde es zunächst abgelehnt, und so wandte sich Lorenz Böhler an den Wiener Buchhändler Wilhelm Maudrich (jun.) mit der Bitte, ihm bei der Publikation zu helfen. Böhler selbst übernahm vorerst die Druckkosten. Nachdem es sich – trotz einiger Kritik – sehr gut verkaufte, meldeten sich für die zweite Auflage dann auch prominente Verleger, doch Böhler blieb bei Wilhelm Maudrich (jun.), für den das Buch den Anlass und Grundstein für seinen medizinischen Verlag Maudrich darstellte.
„Der Böhler“ (über Generationen die Bibel der Unfallbehandlungen) wurde in acht Sprachen übersetzt: Englisch, Spanisch, Französisch, Italienisch, Russisch, Ungarisch, Polnisch und Chinesisch.
An dem zunächst nur 176 Seiten umfassenden Buch hat Lorenz Böhler immer wieder gearbeitet. 1957 bestand es aus drei Bänden mit 2500 Seiten.
- Die Technik der Knochenbruchbehandlung. Band I, Band II, Ergänzungsband. Reprint der 12.–13. Auflage 1953/1963, Nachdruck 1996. 3 Bände. Maudrich 1996, ISBN 3-85175-666-5.
- Die Spezialisierung der Frakturbehandlung für die Kriegszeit, eine Frage von grösster volkswirtschaftlicher Bedeutung. In: Zentralblatt für Chirurgie. Band 44, 1918.
- Wie schützen wir die Verwundeten vor Amputation und Krüppeltum? In: Zeitschrift für orthopädische Chirurgie. Band 45, 1924, S. 244–281.
- Knochenbrüche und Unfallchirurgie in ihren Beziehungen zur Umwelt. Maudrich, Wien 1933.
- Wundbehandlung. In: Zeitschrift für ärztliche Fortbildung. Band 38, Nr. 22, 1941, S. 545–552.
- Unfallkrankenhäuser, Unfallabteilungen, Unfallkliniken. In: Archiv für orthopädische und Unfall-Chirurgie. Band 42, Nr. 1, 1942, S. 5–23.
- Vorschlag zur Marknagelung nach Küntscher bei frischen Oberschenkelschussbrüchen. In: Der Chirurg. Band 15, Nr. 1, 1943, S. 8–13.
- Verbandlehre für Schwestern, Helfer, Studenten und Ärzte. Maudrich, Wien 1947.